# 重役候補生No.1
『重役候補生No.1』（じゅうやくこうほせいナンバーワン）は、1962年7月7日に東宝系で公開された日本映画である。モノクロ。東宝スコープ。82分。
キャッチコピーは「あなたも重役になれる! 痛快! サラリーマン心得帖」。

## 概要
日本お伽話『桃太郎』をモチーフとした、サラリーマン喜劇。
上映は1週間の短期で終わり、名作『ニッポン無責任時代』の1つ前の古澤作品という事もあってか、映像ソフト化は全くされていない、古澤作品の中ではかなりのマイナー作品である。
なお古澤監督のモノクロ作品は、本作が最後。

## ストーリー
シューズメーカー「日の丸ゴム」の地方支店に勤めていた大川桃太郎は、自分がアイデアを出した新製品「ロケット・シューズ」の売れ行きの好評が認められ、東京本社の宣伝係長に栄転、そこでも桃太郎は、全国の各球場に看板を作り、日本シリーズ中その看板にホームランを当てた選手には百万円の賞金を贈る等、様々な宣伝をし、一つ一つ実行に移し始めた。おかげでロケット・シューズは飛ぶ様に売れ、東西デパートとの契約や、ロケット・シューズ専門の新工場建設と、好調の波に乗っていた。そして桃太郎は、会社のOLである猿田と雉野、そして会社に出入りする「ワールド日報」記者の犬山に人気者となるが、桃太郎には家の隣に住む、京子という女性にモーションをかけている。イヌサルキジトリオは毎日お団子のやけ食いだ。
ところが起こった大事件!!ロケット・シューズの底が抜け、販売店やデパートからキャンセルが殺到、更に新工場建設にも横槍が入った。これはもしや、商売敵の「鬼ヶ島ゴム」の仕業に違いない。イヌサルキジトリオは事の真相を調べている内、京子が鬼ヶ島ゴムの本社に入っていくのを目撃、スパイではないかと睨む。そして犬山は芸者に変装し、宴会場に潜入、そこで犬山は、日の丸ゴムの山下宣伝課長が情報を売った事をつきとめた。これに怒った桃太郎は、単身鬼ヶ島ゴムに乗り込み、鬼島社長に猛抗議、そこへ飛び出して来たのは京子だった。実は京子は鬼島社長の娘で、頑固な父に反発して家出していたのだ。桃太郎の根性に惚れた鬼島は、「欲しい物が有ったら言え」と言う。そこで桃太郎は、「お嫁さんを下さい」と答えた。かくて京子は、桃太郎と結婚する事となった。
それから数日後、今日は日の丸ゴムの創立80周年祝賀会。その席上、桃太郎は宣伝部長に昇格し、「重役候補生No.1」となった。そしてイヌサルキジトリオにも「社長賞」が贈られた。そして次の日、桃太郎は素敵な宝物・京子を見せるために、祖父母の待つ山へ出発した……。

## スタッフ
- 製作：安達英三朗
- 脚本：吉田精弥
- 撮影：太田幸男
- 音楽：神津善行
- 美術：小川一男
- 照明：高島利雄
- 録音：斉藤昭
- スチル：副田正男
- 監督：古澤憲吾

## 出演者
- 大川桃太郎（主人公）：高島忠夫
- 大川亀太郎（桃太郎の祖父）：杉寛
- 大川鶴子（桃太郎の祖母）：五月藤江
- 犬山勇子（「ワールド日報」記者）：浜美枝
- 猿田智子（日の丸ゴムOL）：中島そのみ
- 雉野仁子（同上）：田村奈巳
- 河野社長（日の丸ゴム社長）：江川宇礼雄
- 浜田（日の丸ゴム販売部長）：田武謙三
- 山下（日の丸ゴム宣伝課長）：ヘンリー大川
- 田代：桜井巨郎
- 石井：堤康久
- 田島：岡豊
- 山田：井上大助
- 山岡支店長：宮田洋容
- 鬼島社長（鬼ヶ島ゴム社長）：松本染升
- 鬼島京子（鬼島社長の娘）：白川由美
- 赤木専務：清水元
- 青田：草川直也
- 矢島：平田昭彦
- ナナ子：芝木優子
- 山田和子：野口ふみえ
- 和子の父：生方壮児
- 権藤：大友伸
- 早川：石田茂樹
- みどり：中北千枝子
- 坂下：大泉滉

## 同時上映
『高校生と女教師 非情の青春』
- 脚本・監督：恩地日出夫 / 主演：白川由美、小泉博

## 補足
前述の通り、本作は映像ソフト化はされていないが、テイチクエンタテインメントから発売されたCD「古澤憲吾ミュージックアンソロジー 日本一のサントラ大作戦」には、本作のオープニング音楽が収録されている。